# Oriand Abazaj
Oriand Abazaj (Tirana, 17 gennaio 1985) è un ex calciatore albanese, di ruolo centrocampista o attaccante.

## Carriera

### Club
Il 5 luglio 2012 viene acquistato dal Laçi e firma un contratto annuale con scadenza il 30 giugno 2013.

## Statistiche

### Presenze e reti nei club
Statistiche aggiornate al 9 febbraio 2014.
| Stagione            | Squadra             | Campionato          | Campionato | Campionato | Coppe nazionali | Coppe nazionali | Coppe nazionali | Coppe continentali | Coppe continentali | Coppe continentali | Altre coppe | Altre coppe | Altre coppe | Totale | Totale |
| Stagione            | Squadra             | Comp                | Pres       | Reti       | Comp            | Pres            | Reti            | Comp               | Pres               | Reti               | Comp        | Pres        | Reti        | Pres   | Reti   |
| ------------------- | ------------------- | ------------------- | ---------- | ---------- | --------------- | --------------- | --------------- | ------------------ | ------------------ | ------------------ | ----------- | ----------- | ----------- | ------ | ------ |
| 2005-2006           | Shkumbini           | KS                  | 0          | 0          | CA              | 0               | 0               | -                  | -                  | -                  | -           | -           | -           | 0+     | 0+     |
| 2006-gen. 2007      | Kastrioti           | KS                  | 15         | 8          | CA              | 0               | 0               | -                  | -                  | -                  | -           | -           | -           | 15     | 8      |
| gen.-giu. 2007      | KF Tirana           | KS                  | 14         | 8          | CA              | 0               | 0               | -                  | -                  | -                  | -           | -           | -           | 14     | 4      |
| 2007-gen. 2008      | KF Tirana           | KS                  | 8          | 0          | CA              | 0               | 0               | UCL                | 2                  | 0                  | SA          | 1           | 1           | 11     | 1      |
| gen.-giu. 2008      | Kastrioti           | KS                  | 7          | 1          | CA              | 0               | 0               | -                  | -                  | -                  | -           | -           | -           | 7      | 1      |
| 2008-2009           | Elbasani            | KS                  | 31         | 4          | CA              | 4               | 3               | -                  | -                  | -                  | -           | -           | -           | 35     | 7      |
| 2009-2010           | Kastrioti           | KS                  | 33         | 8          | CA              | 1               | 1               | -                  | -                  | -                  | -           | -           | -           | 34     | 9      |
| 2010-gen. 2011      | KF Tirana           | KS                  | 9          | 0          | CA              | 1               | 0               | UEL                | -                  | -                  | -           | -           | -           | 10     | 0      |
| Totale KF Tirana    | Totale KF Tirana    | Totale KF Tirana    | 31         | 4          |                 | 1               | 0               |                    | 2                  | 0                  |             | 1           | 1           | 35     | 5      |
| gen.-giu. 2011      | Bylis Ballsh        | KS                  | 15         | 4          | CA              | 2               | 1               | -                  | -                  | -                  | -           | -           | -           | 17     | 5      |
| 2011-2012           | Bylis Ballsh        | KS                  | 24         | 4          | CA              | 11              | 9               | -                  | -                  | -                  | -           | -           | -           | 35     | 13     |
| 2012-gen. 2013      | Laçi                | KS                  | 6          | 0          | CA              | 3               | 0               | -                  | -                  | -                  | -           | -           | -           | 9      | 0      |
| gen.-giu. 2013      | Partizani Tirana    | KP                  | 12         | 2          | CA              | 0               | 0               | -                  | -                  | -                  | -           | -           | -           | 12     | 2      |
| 2013-gen. 2014      | Kastrioti           | KS                  | 7          | 0          | CA              | 2               | 1               | -                  | -                  | -                  | -           | -           | -           | 9      | 1      |
| Totale Kastrioti    | Totale Kastrioti    | Totale Kastrioti    | 62         | 17         |                 | 3               | 2               |                    | -                  | -                  |             | -           | -           | 65     | 19     |
| gen.-giu. 2014      | Bylis Ballsh        | KS                  | 2          | 0          | CA              | 0               | 0               | -                  | -                  | -                  | -           | -           | -           | 2      | 0      |
| Totale Bylis Ballsh | Totale Bylis Ballsh | Totale Bylis Ballsh | 41         | 8          |                 | 13              | 10              |                    | -                  | -                  |             | -           | -           | 54     | 18     |
| Totale carriera     | Totale carriera     | Totale carriera     | 183        | 35         |                 | 24              | 15              |                    | 2                  | 0                  |             | 1           | 1           | 210    | 51     |

## Palmarès

### Club

#### Competizioni nazionali
- Campionato albanese: 1

KF Tirana: 2006-2007
- Supercoppa d'Albania: 1

KF Tirana: 2007